# Rob Witschge
Robert Witschge (* 22. srpna 1966, Amsterdam) je bývalý nizozemský fotbalista. Hrával především na postu záložníka. S nizozemskou reprezentací získal bronzovou medaili na mistrovství Evropy v roce 1992, kde odehrál všechna čtyři nizozemská utkání na turnaji, v základní skupině vstřelil gól do sítě Německa. Zúčastnil se i mistrovství světa v roce 1994, startoval ve čtyřech z pěti nizozemských zápasů. Za národní tým nastupoval v letech 1989–1995 a odehrál za něj 30 utkání, v nichž vstřelil 3 branky. Na klubové úrovni hrál za Ajax Amsterdam (1985–1989), AS Saint-Étienne (1989–1990), Feyenoord Rotterdam (1991–1996), FC Utrecht (1996–1997) a saúdskoarabský Al Ittihad FC (1998–1999). S Ajaxem vyhrál Pohár vítězů pohárů 1986–87. Jednou s ním získal nizozemský pohár (1986–87). S Feyenoordem se stal mistrem Nizozemska (1992/93) a čtyřikrát v jeho dresu zvedl nad hlavu národní pohár (1990–91, 1991–92, 1993–94, 1994–95). Titul si připsal i v Saúdské Arábii (1998–99). Po skončení hráčské kariéry se stal trenérem, v letech 2004 až 2008 byl asistentem nizozemské reprezentace. Jeho bratr Richard Witschge by rovněž nizozemským fotbalovým reprezentantem, tři roky spolu působili v Ajaxu, jednou společné nastoupili za národní tým.